# Live by Night
Live by Night ist ein US-amerikanischer Kriminalfilm aus dem Jahr 2016, welcher auf dem Roman In der Nacht von Dennis Lehane basiert. Ben Affleck führte Regie, verfasste das Drehbuch und ist in einer der Hauptrollen zu sehen. Am 2. Februar 2017 lief der Film in den deutschen Kinos an.

## Handlung
Boston 1926. Der Kriegsveteran Joe Coughlin, Sohn des angesehenen Vize-Polizeipräsidenten Thomas Coughlin, wendet sich vom ehrlichen Leben ab, das sein Vater ihm vorgelebt hat, und taucht in die Kriminalität ein. Dabei verliebt er sich unsterblich in die hübsche Emma Gould, die jedoch die Mätresse des irischen Mafia-Bosses Albert White ist. Whites Gegenspieler in der Bostoner Unterwelt ist der italienische Boss Maso Pescatore. Beide Gangs liefern sich einen Kampf um die Vorherrschaft.
Joe Coughlin hält sich mit Überfällen über Wasser. Der letzte Banküberfall wird jedoch zum Desaster, wobei mehrere Polizisten getötet werden. Seine Geliebte Emma verrät, auf massiven Druck hin, ihrem Boss White das Verhältnis zu Coughlin und soll auch noch im Auftrag Whites umgebracht werden. Sie wird von Whites Leuten fortgeschafft. White lockt Coughlin in eine Falle, um ihn zu töten. Doch er wird bei diesem Vorhaben von Coughlins Vater und einem großen Polizeiaufgebot gestört. Joe Coughlin wird festgenommen und landet für drei Jahre im Gefängnis. Sein Vater verstirbt während der Haftzeit.
Aus der Haft entlassen, heuert Joe Coughlin beim Mafiaboss Pescatore an, um sich an White für den vermeintlichen Mord an Gould zu rächen. Pescatore schickt Coughlin nach Tampa in Florida, wo er das Geschäft zusammen mit seinem alten Freund Dion Bartolo mit Alkohol und Glücksspiel vorantreiben und White allmählich aus dem Geschäft drängen soll. Dort verliebt sich Coughlin in die schöne Schwester Graciela des Kubaners Esteban Suarez, der den Handel mit Rum in Florida beherrscht. Zuvor vereinbart Coughlin eine Übereinkunft mit Irving Figgis, dem Chief of Police von Tampa, dessen Tochter Loretta eine Karriere in Hollywood anstrebt.
Alles läuft soweit gut. Die Gewinne, die Coughlin für seinen Boss Pescatore erwirtschaftet, steigen. Whites Einfluss schrumpft. Den Gangstern ist klar, dass die Regierung über kurz oder lang die Prohibition aufheben wird. Sie wollen auf das Glücksspiel setzen und beginnen mit dem Bau eines großen Casinos in der Nähe von Tampa.
Zwischendurch verübt der Ku-Klux-Klan unter der Führung von RD Pruit, dem Schwager von Chief Figgis, Anschläge auf Coughlins Clubs. Coughlin versucht vergeblich unter Mithilfe des Chief den Ku-Klux-Klan-Führer zu bestechen, doch der ist einfach nicht zufriedenzustellen. So werden weitere Anschläge verübt. Schließlich erpresst Coughlin den Chief mit kompromittierenden Fotos seiner Tochter Loretta, die auf ihrem Weg nach Hollywood ein Opfer des Heroin und der Prostitution geworden ist, um Pruit ohne Einmischung des Chiefs beiseiteräumen zu können. Pruit wird schließlich bei einem Treffen mit Coughlin und seinen Leuten getötet. Der Chief erfährt den Aufenthaltsort seiner Tochter und holt Loretta heim. Loretta macht eine moralische Wandlung durch und wird zu einer engagierten Predigerin gegen Alkohol und das Glücksspiel. Sie gewinnt dabei so viel Einfluss, dass Investoren vom Casino-Projekt Coughlins Abstand nehmen und das Casino schließlich aufgegeben werden muss.
Coughlin erfährt durch ein erst wenige Wochen altes Foto, dass seine ehemalige Geliebte Emma Gould doch noch lebt.
Der Fehlschlag mit dem Casino verärgert den Mafiaboss Pescatore, der Coughlin nun zu einem Haus in Tampa kommen lässt und ihn zum Consigliere degradieren und seinen finanziellen Anteil beschneiden will. Pescatores Sohn soll Coughlins Posten übernehmen. Zum Schein willigt Coughlin ein. Zu seiner Überraschung erscheint Albert White in Pescatores Haus und bedroht Coughlin. Coughlin zeigt White die Fotografie von Emma Gould. White zögert. Beim nun folgenden Schusswechsel wird White von Coughlin getötet. Coughlins Männer dringen über unterirdische Stollen in das Haus Pescatores ein und töten Pescatores Gangster. Coughlin tötet Pescatore und bietet dessen Männern einen Job in seiner Organisation an. Dann übergibt er die Führung an seinen Freund Bartolo und zieht sich aus allen Geschäften zurück.
Coughlin stöbert Emma Gould auf. Sie erzählt ihm, dass sie damals Coughlin nicht wieder aufgesucht hatte, weil sie Angst um ihr Leben hatte. Sie habe überlebt, nachdem sie ihren Fahrer getötet und sich aus dem Auto gerettet hatte. Außerdem sei er nicht ihre wahre Liebe gewesen.
Loretta Figgis wird nach Presseberichten im Bett des Chiefs mit durchschnittener Kehle aufgefunden. Daraufhin wird der Chief wahnsinnig vor Schmerz. Coughlin hat sich mit seiner Frau und Kind zurückgezogen. Eines Tages wird auf sein Haus geschossen. Coughlin schnappt sich eine Waffe, stürmt aus dem Haus und sieht Chief Figgis, der vollkommen von Sinnen auf das Haus feuert. Coughlin erschießt ihn. Schließlich bemerkt er, dass seine Frau tödlich getroffen worden ist.
Coughlin lebt nach diesem Schicksalsschlag allein mit seinem Sohn, der später einmal ein großer Polizist werden will.

## Hintergrund

### Entstehung
Das Drehbuch zum Film basiert auf dem 2012 erschienenen Roman In der Nacht (Originaltitel: Live by Night) von Autor Dennis Lehane. Andere von Lehanes Romanen dienten bereits für Filme wie Gone Baby Gone – Kein Kinderspiel (2007) und Shutter Island (2010) als Literaturvorlage.
Kurz nach der Veröffentlichung des Romans sicherte sich Warner Bros. Entertainment die Filmrechte und gab Pläne bekannt, den Film mit Leonardo DiCaprio in einer Hauptrolle verfilmen zu wollen. Im Oktober 2012 wurde dann schließlich bekannt, dass Ben Affleck die Hauptrolle im Film spielen würde und zusätzlich das Drehbuch verfassen und Regie führen würde. DiCaprio war jedoch weiterhin mit seinem Produktionsunternehmen Appian Way Productions an der Entstehung des Films beteiligt.

### Dreharbeiten
Aufgrund von Ben Afflecks Beteiligung an den Filmen Gone Girl – Das perfekte Opfer (2014) und Batman v Superman: Dawn of Justice (2016) musste der Beginn der Dreharbeiten mehrfach verschoben werden. Die Dreharbeiten begannen schließlich am 28. Oktober 2015 im US-Bundesstaat Georgia.
Der Großteil der Aufnahmen entstand in der Stadt Brunswick. Weitere Drehorte in Georgia waren Hampton Island, wo auf Afflecks Privatanwesen gedreht wurde, sowie Tybee Island und das Fort Pulaski National Monument. Zusätzlich zu Georgia wurde auch in Boston und Los Angeles (unter anderem im Millennium Biltmore Hotel) gedreht.

Dreharbeiten in Brunswick, Georgia
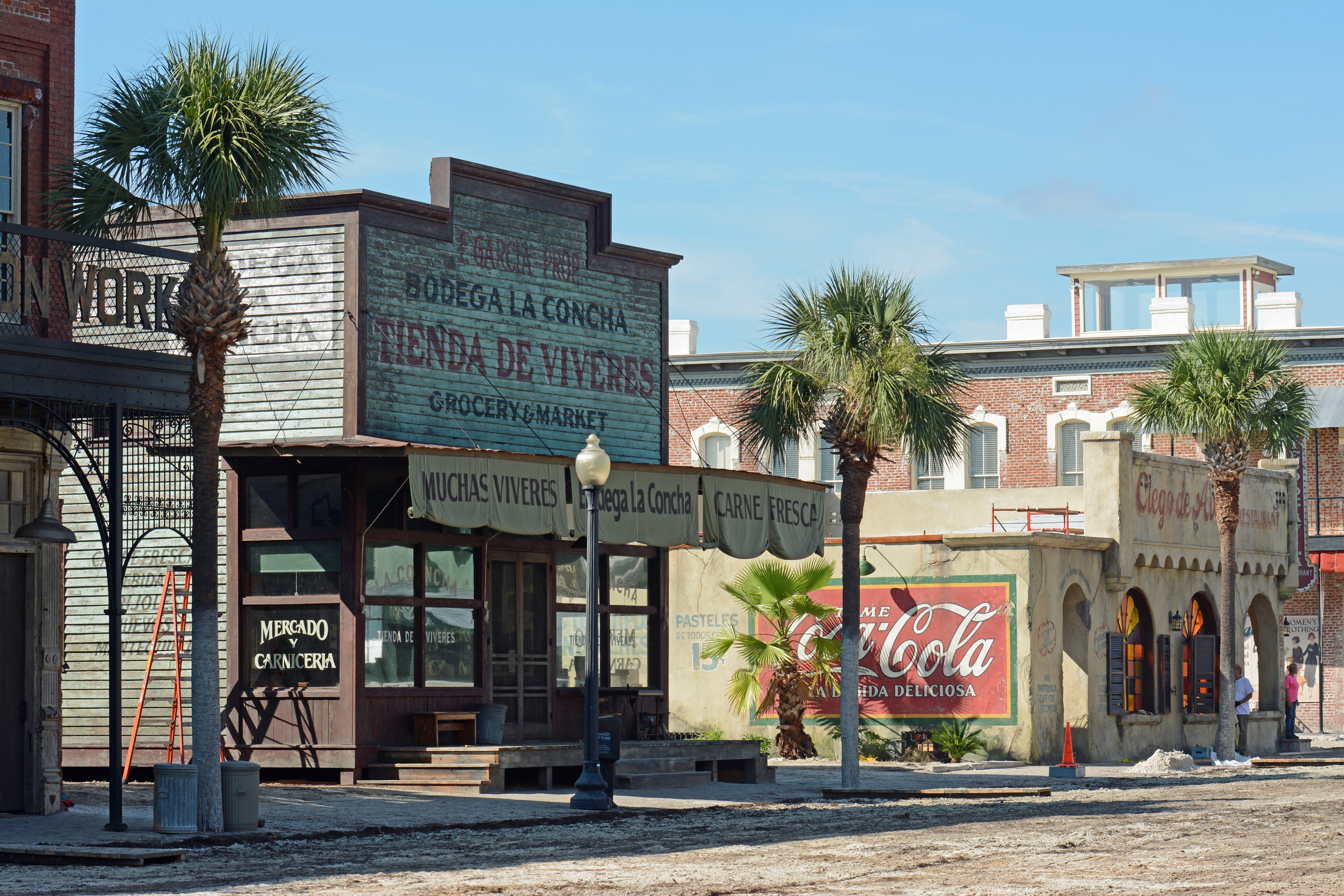
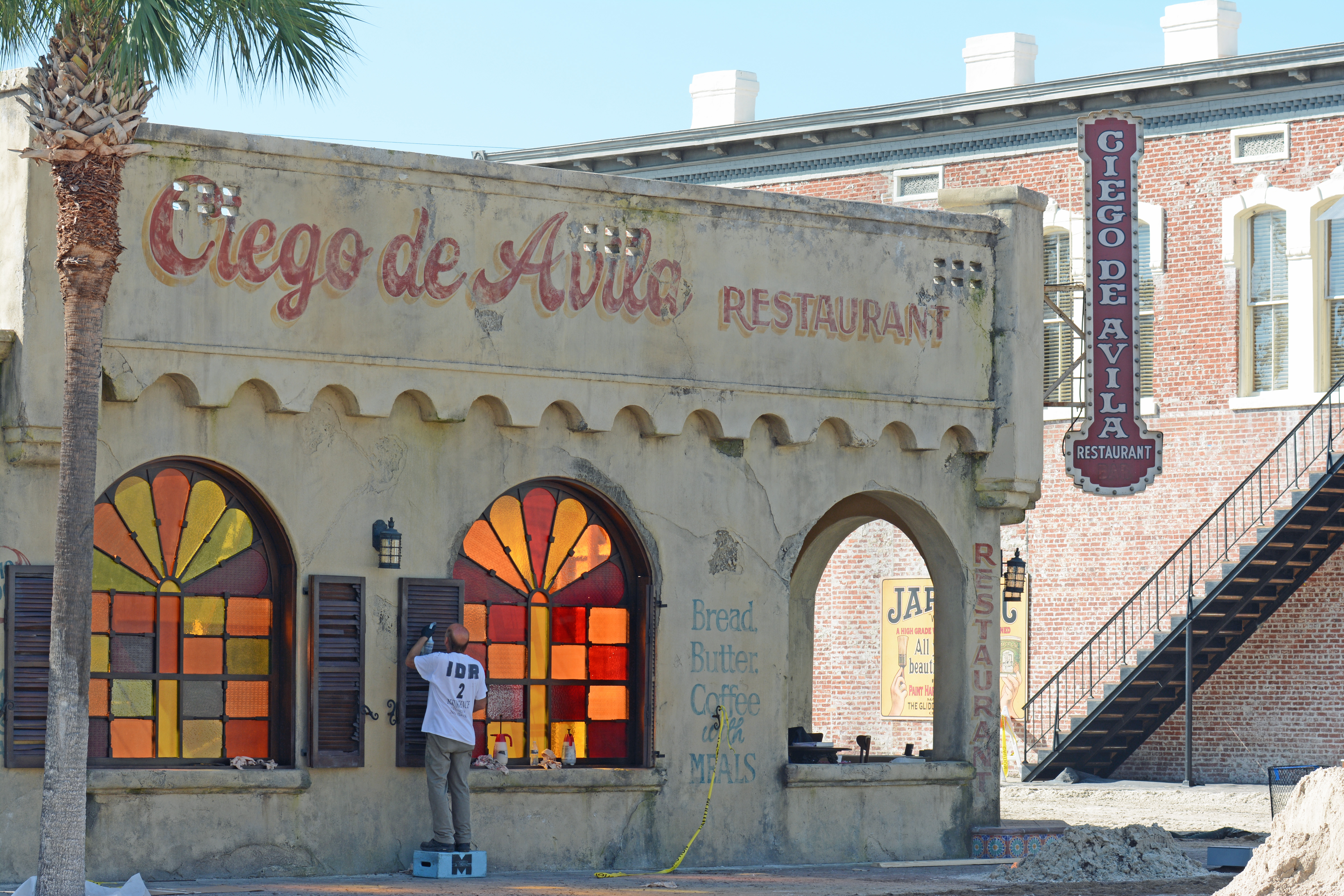
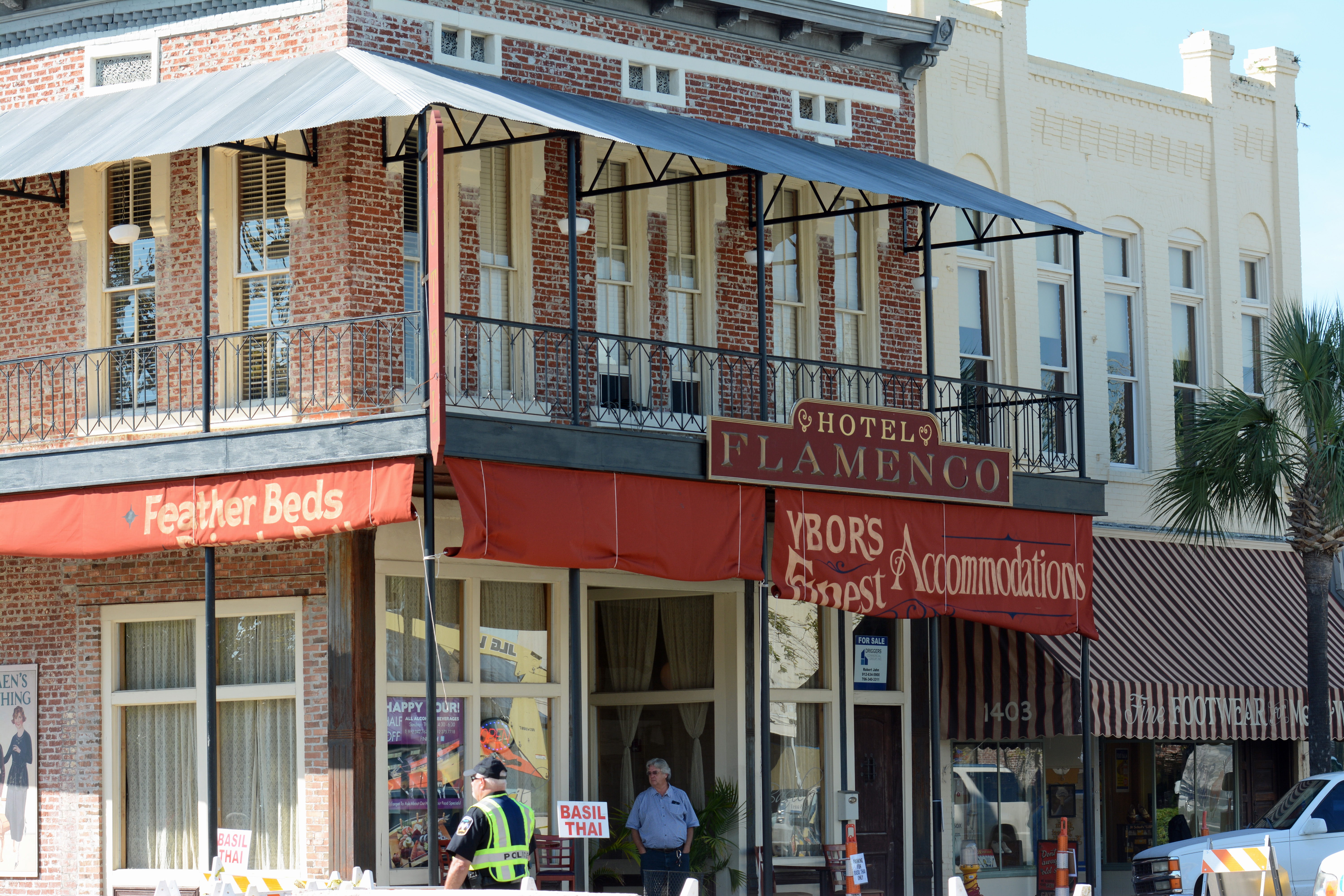
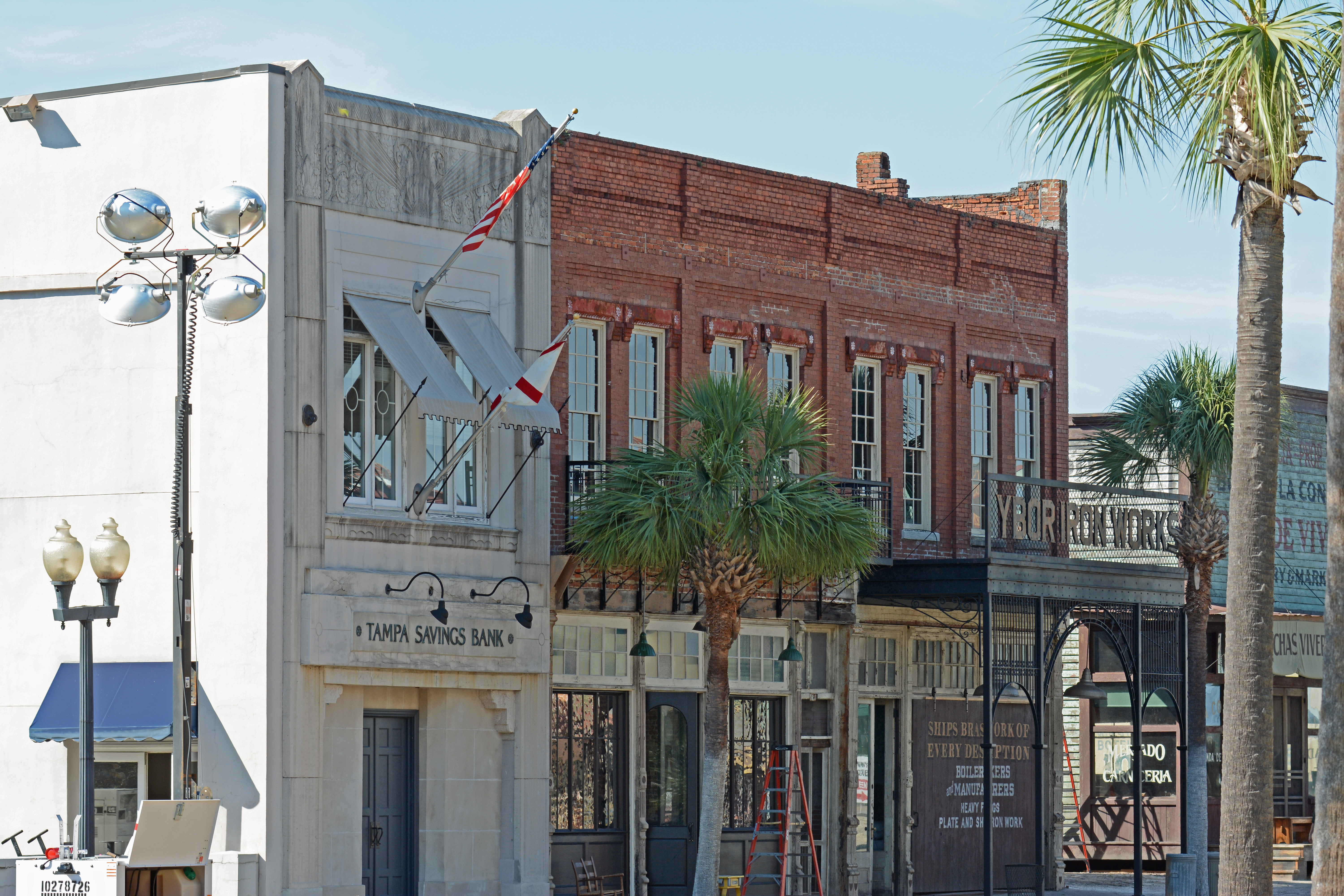

### Veröffentlichung
Das Veröffentlichungsdatum des Films wurde mehrfach verschoben. So war laut Warner Bros. im November 2013 noch eine Veröffentlichung an Weihnachten 2015 geplant, was später auf Oktober 2016 und dann im August 2014 letztendlich auf ein unbestimmtes Datum verschoben wurde. Der Film feierte seine Premiere schließlich am 25. Dezember 2016.
Live by Night war ein großer kommerzieller Misserfolg und verschwand nach kurzer Zeit wieder aus den Kinos. Bei Produktionskosten von 66 Millionen und Werbekosten von etwa 35 Millionen US-Dollar erbrachte er lediglich ein Einspielergebnis von insgesamt 22 Millionen.

## Kritik
Der Film erhielt von Kritikern überwiegend negative bis mittelmäßige Bewertungen. Auf der Website Rotten Tomatoes hält er eine Bewertung von 34 %, basierend auf einer Durchschnittswertung 5,2/10 und 240 gewerteten Rezensionen. Auf Metacritic erzielte er bei 43 Kritiken einen Metascore von 49 von 100.
Der Filmdienst nannte Live by Night eine „überfrachtete, mitunter prätentiöse Mafia-Aufstiegsgeschichte in hochwertiger Ausstattung, die immer wieder der Genre-Brutalität anheimfällt“. Bemängelt wurde zudem, dass die „interessante[n] Aspekte“ der Geschichte zugunsten „teils hölzerne[r] Dialogszenen“ nicht vertieft werden würden.